# Йорк, Джейсон
Джейсон Йорк (англ. Jason York; род. 20 мая 1970, Непин, Онтарио) — профессиональный канадский хоккеист, защитник.
На драфте НХЛ 1990 года был выбран в 7 раунде под общим 129 номером командой «Детройт Ред Уингз». 4 апреля 1995 года был обменян в «Анахайм Майти Дакс». 1 октября 1996 года был обменян в «Оттаву Сенаторз». 3 июля 2001 года как неограниченно свободный агент подписал контракт с «Анахайм Майти Дакс». 23 октября 2002 года был обменян в «Нэшвилл Предэйторз». 21 июля 2006 года как неограниченно свободный агент подписал контракт с «Бостон Брюинз».

## Статистика
```
                                            
                                            --- Regular Season ---  ---- Playoffs ----
Season   Team                        Lge    GP    G    A  Pts  PIM  GP   G   A Pts PIM
--------------------------------------------------------------------------------------
1987—88  Hamilton Steelhawks         OHL    58    4    9   13  110   8   0   0   0   8
1988—89  Windsor Compuware Spitfir   OHL    65   19   44   63  105   4   2   1   3   8
1989—90  Windsor Spitfires           OHL    39    9   30   39   38  --  --  --  --  --
1989—90  Kitchener Rangers           OHL    25   11   25   36   17  17   3  19  22  10
1990—91  Windsor Spitfires           OHL    66   13   80   93   40  11   3  10  13  12
1991—92  Adirondack Red Wings        AHL    46    4   20   24   32   5   0   1   1   0
1992—93  Adirondack Red Wings        AHL    77   15   40   55   86  11   0   3   3  18
1992—93  Detroit Red Wings           NHL     2    0    0    0    0  --  --  --  --  --
1993—94  Adirondack Red Wings        AHL    74   10   56   66   98  12   3  11  14  22
1993—94  Detroit Red Wings           NHL     7    1    2    3    2  --  --  --  --  --
1994—95  Adirondack Red Wings        AHL     5    1    3    4    4  --  --  --  --  --
1994—95  Detroit Red Wings           NHL    10    1    2    3    2  --  --  --  --  --
1994—95  Anaheim Mighty Ducks        NHL    15    0    8    8   12  --  --  --  --  --
1995—96  Anaheim Mighty Ducks        NHL    79    3   21   24   88  --  --  --  --  --
1996—97  Ottawa Senators             NHL    75    4   17   21   67   7   0   0   0   4
1997—98  Ottawa Senators             NHL    73    3   13   16   62   7   1   1   2   7
1998—99  Ottawa Senators             NHL    79    4   31   35   48   4   1   1   2   4
1999—00  Ottawa Senators             NHL    79    8   22   30   60   6   0   2   2   2
2000—01  Ottawa Senators             NHL    74    6   16   22   72   4   0   0   0   4
2001—02  Anaheim Mighty Ducks        NHL    74    5   20   25   60  --  --  --  --  --
2002—03  Cincinnati Mighty Ducks     AHL     4    3    2    5    8  --  --  --  --  --
2002—03  Nashville Predators         NHL    74    4   15   19   52  --  --  --  --  --
2003—04  Nashville Predators         NHL    67    2   13   15   64   6   0   3   3   4
2005—06  Lugano                      Swiss  34    3   17   20  122  16   1   3   4   8
2006—07  Boston Bruins               NHL    49    1    7    8   32
--------------------------------------------------------------------------------------
         NHL Totals                        757   42  187  229  621  34   2   7   9  25

```